# 3 Dias para Matar
3 Dias Para Matar (3 Days to Kill) é um filme de suspense e ação de 2014, dirigido por McG e escrito por Luc Besson e Adi haSak. O filme é estrelado por Kevin Costner, Amber Heard, Hailee Steinfeld, Connie Nielsen, Richard Sammel, e Eriq Ebouaney. Foi lançado em 21 de fevereiro de 2014.

## Sinopse
O experiente agente secreto Ethan Renner (Kevin Costner) está prestes a morrer de glioblastoma multiforme. Seu último desejo é reatar com sua filha, com quem perdeu contato há muito tempo. Temendo não ter tempo hábil para salvar seus relacionamentos com a menina e com a ex-esposa, este homem descobre a existência de uma potente droga que pode salvá-lo, contanto que ele aceite um derradeiro trabalho.

## Elenco
| Nome                | Personagem                                       |
| ------------------- | ------------------------------------------------ |
| Kevin Costner       | Ethan Renner                                     |
| Hailee Steinfeld    | Zooey Renner                                     |
| Connie Nielsen      | Christine Renner                                 |
| Amber Heard         | Vivi Delay                                       |
| Richard Sammel      | The Wolf/ o Lobo (Traficante Alemão)             |
| Marc Andréoni       | Mitat Yilmaz                                     |
| Eriq Ebouaney       | Jules (O Homem que vive no apartamento de Ethan) |
| Tómas Lemarquis     | Albino (tenente do Lobo)                         |
| Raymond J. Barry    | Diretor da CIA                                   |
| Jonathan Barbezieux | Louis                                            |
| Jonas Bloquet       | Hugh (O Namorado de Zoey)                        |
| Rupert Wynne-James  | Pai de Hugh, sócio do Lobo/The Wolf              |
| Philippe Reyno      | Jovem Agente                                     |

## Produção
Em 7 de agosto, 2012 foi informado que o papel de Ethan Renner foi oferecido a Kevin Costner. O filme, ambientado na França, foi roteirizado por Luc Besson e Adi haSak, com EuropaCorp como produtora francesa e Relativity Media como produtora (e detentora dos direitos) norte-americanos. Em 2 de outubro de 2012, foi confirmado que o ator Kevin Costner fechou o acordo para estrelar como protagonista do filme. Em 29 de novembro de 2012, Hailee Steinfeld se juntou ao elenco do filme como protagonista feminina, e o filme começou a ser produzido no início de 2013. Em 13 de dezembro, Amber Heard, também se juntou ao elenco. Mais tarde, em 7 de janeiro de 2013, Connie Nielsen também fechou contrato.

### Filmagens
De janeiro até abril de 2013, o elenco filmou cenas em Paris e em Belgrado. Algumas cenas em Paris foram filmadas no estúdio da Cité du Cinéma, fundada por Luc Besson em Saint -Denis. Cenas em Belgrado foram filmadas em frente ao Hotel Jugoslavija.

## Lançamento
Em 31 de Janeiro de 2013, fotos do set do filme foram liberados. Em novembro de 2013, fotos do filme foram liberados. Em 17 de Dezembro de 2013, o estúdio lançou o primeiro trailer e o cartaz do filme. Em 30 de Janeiro de 2014, a Relativity lançou um novo trailer no Super Bowl 2014.
Em 28 de Maio de 2013, a Relativity definiu uma data de lançamento para o filme em 14 de Fevereiro de 2014. Mais tarde, em 30 de outubro, a data do filme foi adiado em uma semana, 21 de Fevereiro de 2014.

### Crítica
O filme 3 Dias para Matar recebeu críticas negativas dos críticos. Rotten Tomatoes dá ao filme uma pontuação de 28% com base em 108 avaliações, com uma classificação média de 4.4 de 10. estados de consenso do site: " 3 dias para matar é inquieto e misturas tecnicamente realizadas com ação em sequências somado a um conflito familiar subdesenvolvido. " No Metacritic , o filme tem uma pontuação de 40 em 100, baseado em 30 críticos, indicando" críticas mistas ou médias "dos críticos.

### Bilheteria
O filme 3 Dias para Matar arrecadou US$ 12.242.218 em sua semana de estreia, terminando em segundo lugar, atrás do O Lego filme (US$ 31.300.000). O filme arrecadou um total nacional de US $ 30.697.999 e um total estrangeiro de US $ 21.900.000, elevando seu total bruto de US$ 52.597.999.